# Carl von Massow
Carl von Massow (* 17. Oktober 1735 in Frankfurt (Oder); † 8. März 1807 in Danzig) war ein preußischer Landrat und Landesdirektor. Er stand von 1777 bis 1795 dem Randowschen Kreis vor, von 1787 bis 1800 war er vorpommerscher Landesdirektor.

## Leben
Er stammte aus der uradligen pommerschen Familie Massow. Sein Vater Joachim Ewald von Massow (1697–1769) war dirigierender Minister in Schlesien. Seine Mutter Elisabeth Sophia (1707–1778) war ebenfalls eine geborene von Massow.
Carl von Massow trat 1750 in die preußische Armee ein. Er wurde Fahnenjunker im Infanterieregiment „Graf Dohna“, 1755 dann Fähnrich und zuletzt Quartiermeister-Leutnant. Mit dem Regiment nahm er am Siebenjährigen Krieg teil.
1767 nahm er seinen Abschied. Eine Verwandte trat ihm am 1. August 1767 das Gut Hohenselchow im pommerschen Kreis Randow ab.
Ferner gehörten ihm die Erbzinsgüter Heinrichshof und Friedrichsthal in Pommern.
1768 übertrug sein Vater ihm, noch zu dessen Lebzeiten, die Güter Zezenow und Dargeröse im Stolpeschen Kreis in Hinterpommern.
Zezenow und Dargeröse verkaufte er 1777 an Moritz Heinrich von Weiher, den späteren Landrat des Lauenburg-Bütowschen Kreises.
Im Jahre 1777 wurde er als Nachfolger von Carl Bogislav von Ramin zum Landrat des Randowschen Kreises gewählt und vom König ernannt. Als Landrat hatte er seinen Sitz auf Hohenselchow.
Im  Jahre 1781 wurde er im Nebenamt Landschaftsrat der neugegründeten Pommerschen Landschaft. Im Jahre 1787 wurde er als Nachfolger des verstorbenen Peter von Glasenapp altvorpommerscher Landesdirektor. Sein Amt als Landrat legte er im Jahre 1795 nieder, im Amt folgte Karl Georg Wilhelm von Krause. Sein Amt als vorpommerscher Landesdirektor legte er im Jahre 1800 nieder, im Amt folgte Heinrich Peter von Podewils.
In der Franzosenzeit zog er sich im Herbst 1806 nach Danzig zurück, wo er im folgenden Jahr starb.
Er heiratete 1767 Esther Wilhelmine (1739–1798), eine geborene von Hoym und Schwester des späteren Ministers Karl Georg von Hoym. Seine Tochter Henriette Wilhelmine (* 1768) heiratete den Landrat Moritz von Schaetzel. Sein Sohn Carl Heinrich Friedrich Ludwig (* 1777) wurde preußischer Offizier.